# Александровская (платформа)
Алекса́ндровская (фин.  Kankaankylä, Каӈкаанкюля — Деревня ткани) — платформа Сестрорецкого направления Октябрьской железной дороги. Расположена в историческом районе Александровская города Сестрорецка (Курортный район Санкт-Петербурга), рядом с Приморским шоссе. Перегон Горская — Александровская самый короткий на Сестрорецком направлении.
На платформе останавливаются все электропоезда, проходящие через неё. Платформа находится на однопутном участке, с правой стороны пути (если ехать в Сестрорецк).
Название связано с бывшим дачным посёлком Александровская, вошедшим впоследствии в состав Сестрорецка. В свою очередь дачный посёлок образовался в 1905 году, когда Стенбок-Ферморы поделили земли вокруг Лахты на отдельные участки с намерением выгодно распродать их под дачи. Так возникли посёлки Ольгино (названо в честь жены А. В. Стенбок-Фермора Ольги Платоновны), Владимировка (в честь хозяина; прибрежная часть современного посёлка Лисий Нос) и Александровская (в честь тогдашнего владельца Лахты Александра Владимировича).
Платформа была устроена одновременно с пуском участка Раздельная — Сестрорецк Приморской Санкт-Петербург-Сестрорецкой железной дороги 26 ноября (8 декабря) 1894 г.
1 июня 1952 года сестрорецкая линия была электрифицирована.

## Фотогалерея
- Поезд у платформы. Фото после 1904 г.
- Указатель с названием платформы, 2010 год